# Villa de Cortés (estación)
Villa de Cortés es una de las estaciones que forman parte del Metro de la Ciudad de México, perteneciente a la Línea 2. Se ubica al sur de la Ciudad de México, en la alcaldía Benito Juárez.

## Información general
El isotipo de la estación representa la silueta de un casco de conquistador del ejército de Hernán Cortés, en referencia a la colonia en donde está ubicada la estación.

### Afluencia
En 2014 la estación presentó una afluencia promedio anual de 15 720 personas.
| Tipo de día   | Afluencia promedio |
| ------------- | ------------------ |
| Día laboral   | 17 587             |
| Fin de semana | 11 866             |
| Día festivo   | 7.990              |
| Total anual   | 15 720             |

La siguiente tabla muestra la afluencia de la estación en los últimos 10 años:
| Afluencia Anual de Pasajeros | Afluencia Anual de Pasajeros | Afluencia Anual de Pasajeros | Afluencia Anual de Pasajeros | Afluencia Anual de Pasajeros | Afluencia Anual de Pasajeros |
| ---------------------------- | ---------------------------- | ---------------------------- | ---------------------------- | ---------------------------- | ---------------------------- |
| Año                          | Afluencia                    | A Diario                     | Ranking                      | Incremento                   | Ref.                         |
| 2024                         | -                            | -                            | -                            | -                            |                              |
| 2023                         | 4,739,634                    | 12,985                       | 99°/187                      | +14.21%                      | [ 3 ]                        |
| 2022                         | 4,149,960                    | 11,369                       | 104°/175                     | +41.79%                      | [ 4 ]                        |
| 2021                         | 2,926,908                    | 8,018                        | 113°/195                     | -1.54%                       | [ 5 ]                        |
| 2020                         | 2,972,566                    | 8,121                        | 117°/195                     | -53.13%                      | [ 6 ]                        |
| 2019                         | 6,341,507                    | 17,373                       | 104°/195                     | +2.90%                       | [ 7 ]                        |
| 2018                         | 6,162,928                    | 16,884                       | 108°/195                     | -4.86%                       | [ 8 ]                        |
| 2017                         | 6,477,842                    | 17,747                       | 101°/195                     | -4.34%                       | [ 9 ]                        |
| 2016                         | 6,772,031                    | 18,502                       | 97°/195                      | -1.59%                       | [ 10 ]                       |
| 2015                         | 6,881,406                    | 18,853                       | 95°/195                      | -1.34%                       | [ 11 ]                       |

## Conectividad

### Salidas de la estación
- Calzada de Tlalpan entre Calle Plaza Victoria y Calle Rubén M. Campos, Colonia Villa de Cortés.
- Calzada de Tlalpan entre Calle Guipúzcoa y Calle Ahorro Postal, Colonia Josefa Ortiz de Domínguez.

### Conexiones
Existen conexiones con las estaciones y paradas de diversos sistemas de transporte:
- Línea 9 del Trolebús.